# Eilendorf (Buxtehude)
Eilendorf (niederdeutsch Eindörp) ist eine innerhalb der niedersächsischen Stadt Buxtehude südlich gelegene Ortschaft mit 754 Einwohnern. Bis 1972 war Eilendorf eine eigenständige Gemeinde und gehörte zum Landkreis Harburg.

## Eingemeindung
Eilendorf wurde im Jahre 1197 erstmals urkundlich als Eilendorpe erwähnt. 1777 werden drei Feuerstellen gezählt. Bis zum 16. März 1936 lautete der Ortsname Eyendorf.
Der Ort wurde mit dem Gebietsänderungsvertrag, der am 14. Juni 1972 zwischen der Stadt Buxtehude und der Gemeinde Eilendorf geschlossen und am 20. Juni 1972 vom Regierungspräsidenten in Stade genehmigt wurde, mit Wirkung zum 1. Juli 1972 in die Stadt Buxtehude eingegliedert. Eilendorf gehörte vorher zum Landkreis Harburg. 2013 gibt es zwei landwirtschaftliche Vollbetriebe.

## Landscheide

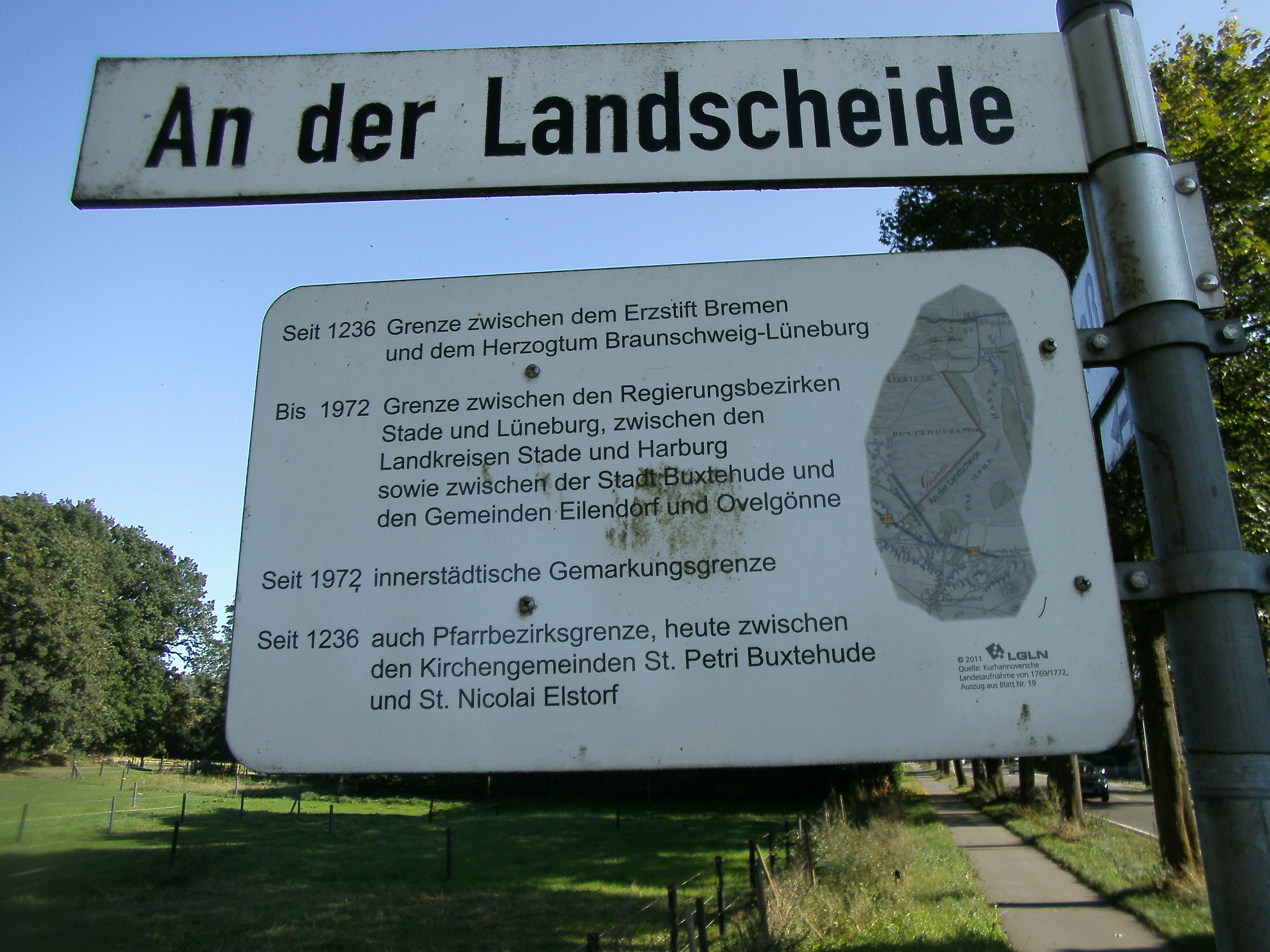
„An der Landscheide“ verlief bis 1972 die Grenze zwischen der Gemeinde Eilendorf und der Stadt Buxtehude.

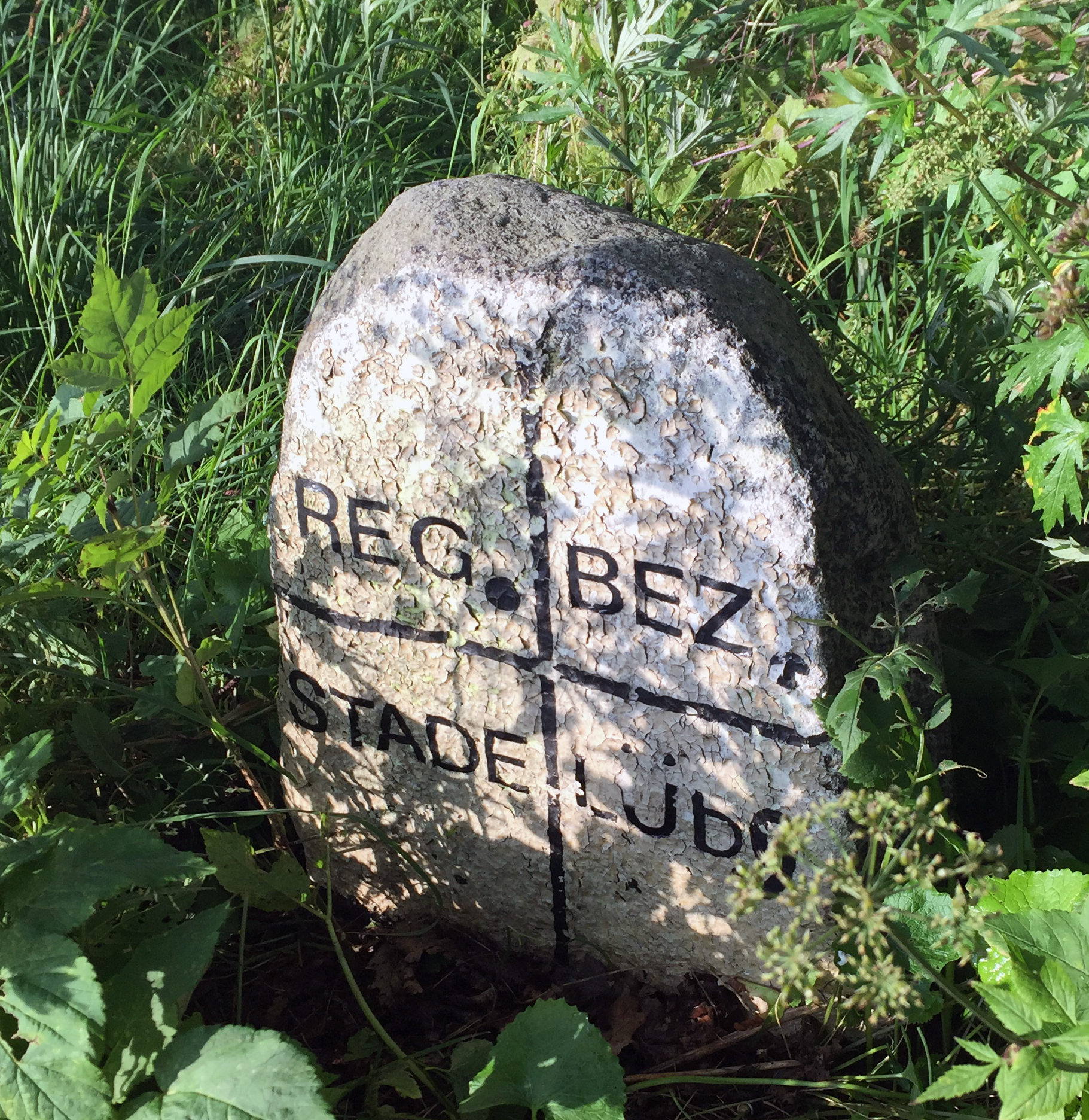
Historischer Grenzstein an der Landscheide.

Die Straße „An der Landscheide“ markiert einen Teil der Grenze zwischen
- dem Erzstift Bremen und dem Herzogtum Braunschweig-Lüneburg (seit 1236),
- den Herzogtümer Bremen und Verden und dem Fürstentum Lüneburg,
- den Landdrosteien Stade und Lüneburg und
- den Regierungsbezirken Stade und Lüneburg, den Landkreisen Stade und Harburg sowie zwischen der Stadt Buxtehude und den Gemeinden Eilendorf und Ovelgönne (bis 1972). Seit der Eingemeindung markiert sie die innerstädtische Gemarkungsgrenze.

Heute ist sie noch Grenze zwischen den Pfarrbezirken St. Petri Buxtehude und St. Nicolai Elstorf.

## Einwohnerentwicklung
Die Einwohnerentwicklung seit 1848.